# Long Trung đối sách
Long Trung đối sách (隆中對, Long Trung đối) là tên một chiến lược quân sự do Gia Cát Lượng đề ra thời Tam Quốc, chiến lược này được coi là nền tảng để Lưu Bị đánh chiếm đất nhằm tạo thế chân vạc với hai thế lực chính thời bấy giờ là Tào Tháo và Tôn Quyền. Mục tiêu tối thượng của Long Trung đối sách là một lần nữa thống nhất Trung Quốc dưới sự lãnh đạo của họ Lưu, tuy nhiên kết quả cuối cùng chỉ dừng lại ở sự thành lập của nhà Thục Hán, một trong ba chân kiềng của Tam Quốc, để rồi cuối cùng bị nhà Ngụy thôn tính trước khi Trung Quốc thống nhất thời nhà Tấn.

## Bối cảnh

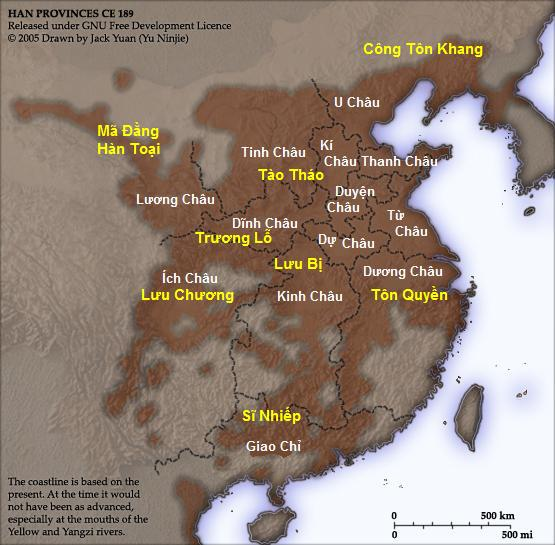
Trung Quốc giai đoạn Long Trung đối sách hình thành.

Từ cuối thế kỷ 2, triều đình nhà Đông Hán suy yếu, vua cuối cùng nhà Đông Hán là Hán Hiến Đế (lên ngôi năm 189) tuy ngồi trên ngai vàng tới 31 năm (đến năm 220) nhưng thực chất không có quyền lực và không thể kiểm soát được tình trạng cát cứ của các chư hầu trên khắp Trung Hoa. Trong số các chư hầu cuối thời Đông Hán thì người có quyền lực và tham vọng lớn nhất là Tào Tháo. Nhờ việc hỗ trợ dựng lại triều đình cho Hiến Đế ở Hứa Xương và thống nhất miền bình nguyên Hoa Bắc sau khi đánh bại Viên Thiệu (với chiến thắng quyết định tại trận Quan Độ), Tào Tháo được phong làm thừa tướng và là người nắm thực quyền của triều đình nhà Hán. Ngoài Tào Tháo nắm "thiên tử" để sai khiến chư hầu, các chư hầu còn lại gồm: Lưu Biểu (tông thất nhà Hán) - thứ sử Kinh Châu; Tôn Quyền - thủ lĩnh Giang Đông; Lưu Bị (tông thất nhà Hán) - đang nương nhờ Lưu Biểu; Lưu Chương (tông thất nhà Hán) - thứ sử Ích Châu; Trương Lỗ - thủ lĩnh Hán Trung; Mã Đằng và Hàn Toại - thủ lĩnh Tây Lương; Công Tôn Khang - thứ sử Liêu Đông.
Gia Cát Lượng, biệt hiệu Ngoạ Long (伏龍, Rồng ẩn mình), là một danh sĩ trẻ tuổi có tiếng, tuy nhiên do thời thế ông chỉ ẩn cư ở Long Trung (nay thuộc ngoại vi thành phố Tương Phàn, tỉnh Hồ Bắc). Trong lúc đó Lưu Bị, một người thuộc họ xa của tôn thất nhà Hán, chỉ là một lãnh chúa nhỏ đang đóng quân nhờ ở thành Tương Dương dưới quyền người chú Lưu Biểu, thứ sử Kinh Châu. Với hy vọng củng cố quyền lực, Lưu Bị thân chinh ba lần tới Long Trung để mời Gia Cát Lượng ra làm quân sư cho mình, sự kiện này sau đó đã đi vào ngạn ngữ Trung Quốc với cái tên Tam cố thảo lư (三顾茅庐, Ba lần tới lều tranh) để nói về lòng mong muốn mời một người vào vị trí quan trọng nào đó. Tới lần thứ ba, Gia Cát Lượng quyết định nhận lời mời của Lưu Bị đồng thời đưa ra bản Long Trung đối sách mà ông nghiên cứu dựa trên tình hình thời cuộc để làm nền tảng cho công cuộc xây dựng quyền lực của Lưu Bị.

## Nội dung

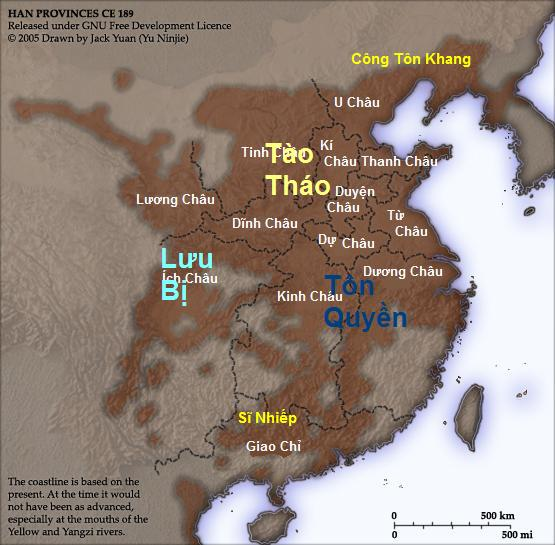
Trung Quốc giai đoạn sau Trận Xích Bích khi Long Trung đối sách đã thực hiện được một nửa.

Theo sách Tam quốc chí thì Long Trung đối sách được đưa ra năm 207. Trong đó Gia Cát Lượng nhận định rằng hai thế lực lãnh chúa có quyền lực mạnh và ổn định nhất lúc này là Tào Tháo và Tôn Quyền. Tào Tháo sau khi đánh thắng Viên Thiệu, chiếm cứ toàn bộ vùng Bình nguyên Hoa Bắc đã trở thành lực lượng mạnh nhất ở Trung Quốc, ông ta vừa có lực lượng quân đội đông đảo, đội ngũ quân sư tài giỏi, lại được dân chúng ủng hộ và mượn được danh của thiên tử nhà Hán để chỉ huy chư hầu. Tôn Quyền lại có lợi thế về sự ổn định khi họ Tôn đã ba đời làm lãnh chúa vùng Giang Đông, vùng đất dễ thủ khó đánh nhờ có Trường Giang bao bọc. Vì vậy cách duy nhất để Lưu Bị củng cố quyền lực chỉ có thể là chiếm cứ Kinh Châu và Ích Châu. Kinh Châu hiện do Lưu Biểu, một người đã già lại không có người thừa kế thực sự tài giỏi, nắm giữ. Nếu Lưu Bị chiếm cứ được Kinh Châu thì đường vào Ba Thục sẽ rộng mở, đồng thời có lợi thế về phòng thủ vì Kinh Châu được Hán Thủy và Miện Thủy che chở. Về phần Ích Châu, đây là vùng đất do Lưu Chương, một tôn thất nhà Hán khác, nắm giữ, người này cũng không phải tay gian hùng tới mức không thể đánh bại. Hơn thế Ích Châu chính là đất khởi nghiệp của Bái Công Lưu Bang, đây là vùng đất cực kì hiểm trở, sản vật phong phú. Sau khi chiếm cứ Kinh Châu, Ích Châu, Lưu Bị chỉ còn việc ổn định lãnh thổ, xây dựng quân đội, bắc địch Tào Tháo, đông hòa Tôn Quyền chờ thời cơ thiên hạ có biến để tiêu diệt cả hai đối thủ chính này, thống nhất Trung Quốc.

## Kết quả
Kế hoạch tổng quát ban đầu của Gia Cát Lượng là chiếm Kinh châu và Ích châu để giáp công đánh Tào Tháo từ hai đường.
Long Trung đối sách đưa ra được một năm thì liên quân Lưu Bị-Tôn Quyền giành thắng lợi lớn ở trận Xích Bích trước Tào Tháo, mở ra cơ hội tạo dựng địa vị cho Lưu Bị. Tới năm 215 cả hai châu Kinh-Ích đã rơi vào tay của Lưu Bị và tới năm 219 thì Lưu một lần nữa đánh bại Tào để chiếm cứ Hán Trung, chính thức tạo ra thế chân vạc tại Trung Quốc.
Mùa Thu năm 219, đại tướng của Lưu Bị là Quan Vũ đang trấn thủ Kinh châu mở chiến dịch tấn công các địa điểm còn sót lại ở Kinh Châu dọc theo Hán Thủy do quân Tào chiếm giữ. Trước khi bắc tiến, Quan Vũ đã làm ngược lại với quan điểm cơ bản của Long Trung đối sách là "đông hòa với Tôn Quyền" khi tự mình gây căng thẳng quan hệ với Đông Ngô: không những từ chối làm thông gia với họ Tôn, Quan Vũ còn nhục mạ sứ giả Đông Ngô và gọi họ Tôn là "chó". Chính vì vậy, tuy thắng lớn trong giai đoạn đầu nhưng Quan Vũ sau đó đã bị lực lượng của Tôn Quyền đánh úp và tử trận. Đây là thất bại đầu tiên của Long Trung đối sách khiến lực lượng của Lưu Bị phải co về vùng Ba Thục để lập nên nước Thục Hán. Năm 221, bỏ ngoài tai mọi lời can gián, Lưu Bị dốc quân đi đánh Tôn Quyền để báo thù Quan Vũ và giành lại Kinh châu, nhưng vì nóng giận và khinh địch mà ông chuốc lấy thảm bại tại Di Lăng. Nước Thục từ đó bị loại vĩnh viễn khỏi cuộc tranh chấp Kinh châu, bản thân Lưu Bị sinh bệnh rồi mất năm 223.
Từ năm 215 Lưu Bị chiếm được Ích châu tới năm 219 bị mất Kinh châu, việc sở hữu 2 châu Kinh-Ích của phe Lưu Bị chỉ kéo dài được 4 năm. Về sau Gia Cát Lượng, rồi Khương Duy - hàng tướng Ngụy kế tục sự nghiệp của ông, đã cố gắng tổ chức Bắc phạt nhưng chỉ có thể tiến hành từ 1 mặt trận là Thục sang phía đông; các chiến dịch quân sự liên tiếp không đem lại cho Thục Hán lợi thế nào đáng kể trước nhà Tào Ngụy và nhà Ngô. Giai đoạn Tam Quốc kết thúc bằng sự diệt vong của lần lượt nhà Thục, Ngụy, rồi cuối cùng là nhà Ngô. Trung Quốc được Tư Mã Viêm thống nhất với cái tên mới, nhà Tấn.

## Phân tích

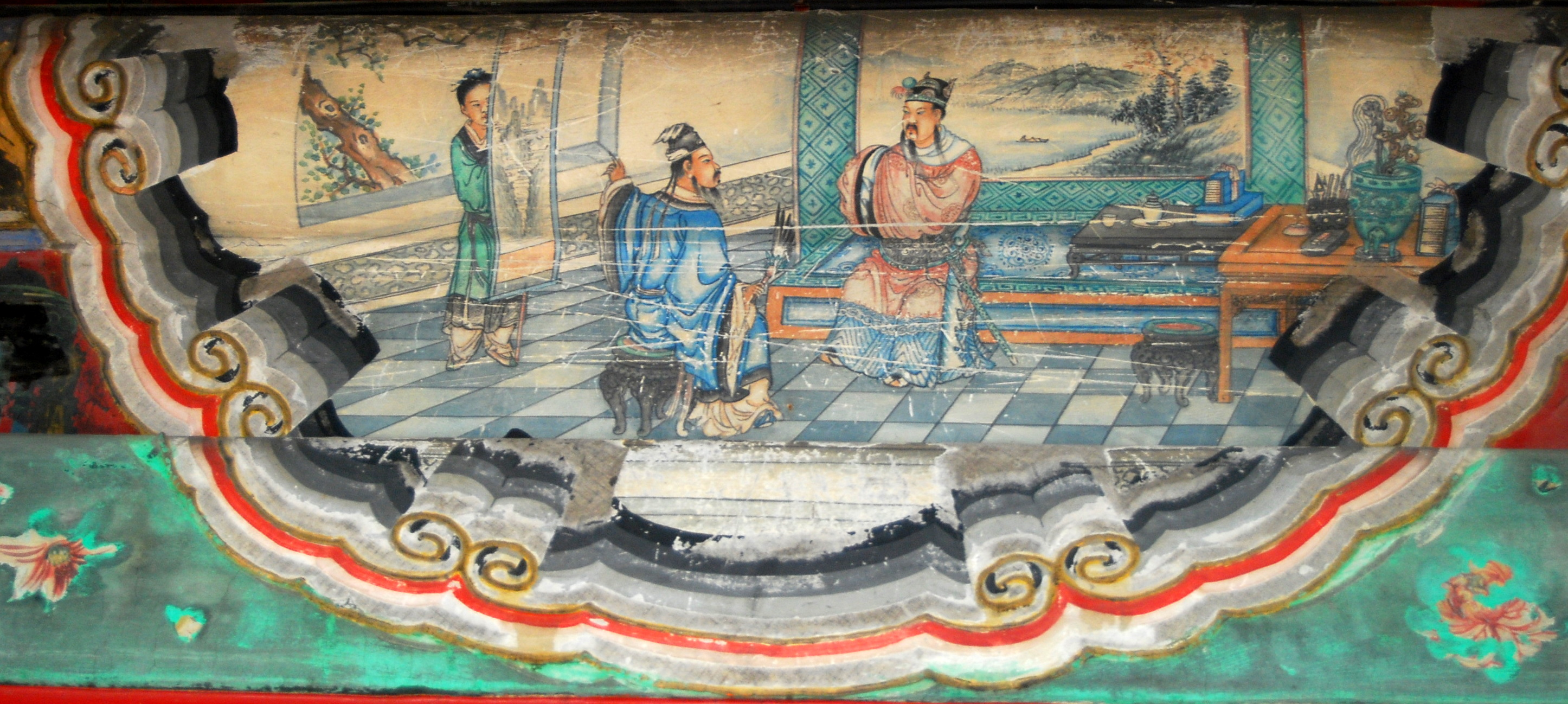
Long Trung quyết kế thiên hạ chia ba, tranh tường ở Di Hòa Viên.

### Ý kiến của Kimberly Ann Besio
Lập luận sắc sảo và thành công bước đầu sau này của Long Trung đối sách đã cho thấy tài năng của Gia Cát Lượng, ông không chỉ tinh thông sách vở mà còn nắm rất rõ thời cuộc, nhận xét đúng đắn điểm mạnh, điểm yếu của từng lực lượng chính trên chiến trường lúc này. Kế hoạch này cũng cho thấy rằng rõ ràng Gia Cát Lượng đã chuẩn bị cho mình trong vai trò của một quân sư với sứ mệnh thống nhất lãnh thổ, rất tiếc là người ông lựa chọn, hay đúng hơn là người lựa chọn ông, Lưu Bị, đã không có đủ lực lượng và may mắn để thực hiện nguyện vọng của Gia Cát Lượng. Long Trung đối sách của Gia Cát Lượng cũng đã phản ánh một luận điểm rất quan trọng của Binh pháp Tôn Tử, đó là thượng sách trong việc tiêu diệt kẻ thù phải là phá hủy được chiến lược của chúng. Bằng việc "bắc địch Tào Tháo, đông hòa Tôn Quyền", Gia Cát Lượng đã tạo ra một ranh giới rõ rệt giữa kẻ thù (Tào Ngụy) và đồng minh (Tôn Ngô) để phá hủy chiến lược tấn công Ba Thục của quân Tào bởi một lẽ, muốn tấn công Ba Thục, Tào Tháo sẽ phải bình định cả Giang Đông của Tôn Quyền.

### Ý kiến của Dịch Trung Thiên
Dịch Trung Thiên nhận định rằng, nội dung của Long Trung đối sách cho thây Gia Cát Lượng là con người có đầu óc rất thực tế, không hô hào khẩu hiệu suông mà biết đưa ra một phương pháp thực dụng, cụ thể để thực hiện lý tưởng.
Gia Cát Lượng đã nhìn thấy, hiện tại  "anh hùng hào kiệt" chỉ quan tâm giành địa bàn, hô hào suông "không đội trời chung với phản tặc" hoàn toàn vô nghĩa, vì vậy cách duy nhất là bản thân cũng giành được một địa bàn, phát triển sức mạnh thì lúc đó mới có nền tảng để "phục hưng nhà Hán". Gia Cát Lượng cũng đã nhìn nhận chính xác rằng địa bàn có thể giành được chỉ còn Kinh Châu và Ích Châu, vì khu vực phía Bắc và phía Đông đã trở thành căn cứ địa vững chắc của hai thủ lĩnh xuất chúng là Tào Tháo và Tôn Quyền. Gia Cát Lượng cũng đưa ra các phân tích cùng với phương pháp để Lưu Bị đoạt được Kinh Châu và Ích Châu, phát triển thế lực, rồi liên kết với Tôn Quyền để Bắc phạt, phục hưng nhà Hán. Cho dù không thể "Bắc phạt hưng Hán" thì Lưu Bị cũng có địa bàn rộng lớn cho mình, duy trì thế chia ba thiên hạ.
Đó là lý do vì sao Lưu Bị tán thưởng rằng gặp được Gia Cát Lượng thì như cá gặp nước. Gia Cát Lượng không hề du thuyết những lời lẽ giáo điều viển vông, mà đưa cho Lưu Bị một phương sách khả thi, thực tế để phát triển "sự nghiệp", giải tỏa được khúc mắc về đường lối chiến lược của Lưu Bị.

### Ý kiến của Vương Phu Chi
Trong các ý kiến chỉ trích Long Trung đối sách, học giả thời nhà Thanh Vương Phu Chi cho rằng kế hoạch của Gia Cát Lượng là quá mơ hồ, thiếu chiều sâu và cứng nhắc, theo Vương Phu Chi thì một thế lực yếu như Lưu Bị muốn đánh bại các thế lực mạnh hơn như Tào Tháo, Tôn Quyền cần phải có chiến lược quân sự mềm dẻo, thay đổi theo từng giai đoạn mới có thể giành thắng lợi. Một chỉ trích nữa dành cho Long Trung đối sách nằm ở cách đánh giá Tào Ngụy của Gia Cát Lượng, thực tế thì quan điểm "Ủng Lưu phản Tào" đã lỗi thời vì nhà Hán đã quá suy sụp trong khi Tào Tháo, và sau này là nhà Tào Ngụy, thực tế đã giải quyết được rất nhiều vấn đề về kinh tế và chính trị thời Tam Quốc, tạo ra cuộc sống ổn định cho dân chúng và vì thế giành được sự ủng hộ của họ.

### Ý kiến của Học viện Khoa học Quân sự Bắc Kinh
Các sử gia của Học viện Khoa học Quân sự Bắc Kinh thì cho rằng các mục tiêu chính trị của Long Trung đối sách là không thích hợp và không thực tế ngay cả ở thời điểm nó mới hình thành năm 207 chứ chưa nói đến giai đoạn Bắc phạt sau này của Gia Cát Lượng khi kế hoạch này đã hoàn toàn không có giá trị. Lý do cho sự thiếu thực tế và khách quan của Gia Cát Lượng ở ngay giai đoạn đầu ở chỗ, ông không tính tới việc Tôn Quyền sẽ không bao giờ để Kinh Châu dễ dàng lọt vào tay người khác (hoặc có tính đến nhưng cho rằng quân của Lưu Bị sẽ giữ được vùng này), trong khi đây chính là khu vực tiền đồn trọng yếu để họ Tôn bảo vệ vùng Giang Đông.

### Ý kiến của Trần Văn Đức
Ý định ban đầu của Gia Cát Lượng là giành 2 châu Kinh - Ích để tạo dựng cơ đồ, tiến tới diệt Tào Ngụy là kẻ thù lớn nhất. Nhưng từ khi Lưu Bị sở hữu cả hai châu (năm 215) thì cục diện luôn bất ổn. Dù Lưu Bị nhiều lần nhượng bộ để giữ yên tình hình Kinh châu nhưng cuối cùng Kinh châu cũng rơi vào tay Tôn Quyền. Kế hoạch chiếm giữ 2 châu Kinh - Ích của Long Trung đối sách chỉ tồn tại trong vài năm. Cục diện Đông Ngô sở hữu Dương châu, Kinh châu tồn tại tới khi cục diện chia ba kết thúc (280).
Điều không hợp lý của Long Trung đối sách ở vấn đề tương quan địa lý giữa 3 châu Kinh, Ích và Dương. Kinh châu có liên hệ mật thiết với Dương châu (đất căn bản của Tôn Quyền) so với Ích châu. Ích châu trên thềm lục địa thứ 2, còn Dương châu và Kinh châu cùng trên thềm lục địa thứ 3; giao thông từ Kinh châu sang Ích không thuận lợi, phải đi ngược dòng Trường Giang, núi non hiểm trở; ngược lại từ Kinh châu đi Dương châu cùng nằm trên đồng bằng thuận tiện, xuôi dòng sông. Vì sự liên hệ mật thiết đó, Kinh châu đóng vai trò "ngôi nhà phía Tây" của Tôn Quyền. Tôn Quyền coi đó là huyết mạch gắn liền với sự sinh tồn của Dương châu nên khi muốn dựng nước thì nhất quyết phải tranh giành lấy Kinh châu. Chính vì vậy, việc chiếm hữu và duy trì sự sở hữu với 2 châu Kinh - Ích trong kế sách Long Trung không dễ thực hiện được, chỉ trừ khi Tôn Quyền không muốn chiếm Kinh châu thì việc Lưu Bị duy trì sở hữu 2 vùng này mới miễn cưỡng duy trì được.
Từ khi khởi đầu Long Trung đối sách tới khi hoàn thành việc chiếm 2 châu Kinh - Ích, mọi việc diễn ra khá thuận lợi, đúng như dự trù ban đầu của Lưu Bị và Gia Cát Lượng và điều đó không khỏi làm phía Thục Hán chủ quan, cho rằng Long Trung đối sách không có gì không thỏa đáng mà phải xem xét điều chỉnh. Mặt khác, mục tiêu chính của kế hoạch này chỉ nhằm vào Tào Ngụy - chia 3 thiên hạ và liên minh với Tôn Quyền để chống lại họ Tào. Do đó, khi nghĩ tới vấn đề Kinh châu, Gia Cát Lượng đều xuất phát từ phân tích cuộc chiến với họ Tào. Đánh Ngụy từ hai đường Kinh châu vá Ích châu thì tốt về chiến thuật, nhưng muốn làm được điều đó thì phải sở hữu được Kinh châu, mà sở hữu Kinh châu thì sẽ mâu thuẫn với đồng minh Tôn Ngô. Trần Văn Đức chỉ ra rằng: vừa liên kết Đông Ngô mà vừa sở hữu Kinh châu, bản thân kế hoạch Long Trung về tổng thể đã tự mâu thuẫn vì Tôn Quyền không bao giờ nhường tiền đồn của mình cho người khác.
Cả Gia Cát Lượng và Lưu Bị đều chưa ý thức được mối quan hệ giữa Kinh châu với chính quyền Đông Ngô, tức là không nhận ra mâu thuẫn nội tại trong Long Trung đối sách, do đó đã sai lầm trong quá trình triển khai.

## Trong văn học
Trong tiểu thuyết Tam quốc diễn nghĩa, La Quán Trung đã mô tả rất kĩ và trung thực kế hoạch này ở hồi 38: "Long Trung quyết kế thiên hạ chia ba. Tôn thị báo thù, Trường Giang đại chiến".